# 솔루션 스택
컴퓨팅에서 솔루션 스택(solution stack) 또는 소프트웨어 스택(software stack)은 애플리케이션 지원에 추가 소프트웨어가 필요하지 않는, 완전한 플랫폼을 만드는데 필수적인 소프트웨어 하위 시스템 또는 구성 요소들의 모임이다. 애플리케이션은 이렇게 만들어진 플랫폼 "위에서 실행된다"로 이야기한다.
이를테면, 웹 애플리케이션을 개발하기 위해 설계자는 대상 운영 체제, 웹 서버, 데이터베이스, 프로그래밍 언어으로 스택을 정의한다. 다른 버전의 소프트웨어 스택은 운영 체제, 미들웨어, 데이터베이스, 애플리케이션이다. 일반적으로 소프트웨어 스택의 구성 요소들은 개별 개발자들에 의해 다른 개발자와는 독립적으로 개발된다.
"솔루션 스택"이라는 용어는 역사적으로 전체 솔루션의 일부로서 하드웨어 부품들을 포함했으며, 지원 계층에서 하드웨어와 소프트웨어가 둘 다 혼재되어 있다.

## 예
BCHS
OpenBSD (운영 체제)
C (프로그래밍 언어)
httpd (웹 서버)
SQLite (데이터베이스)
ELK
일래스틱서치 (웹 검색 엔진)
Logstash (이벤트 및 로그 관리 도구)
Kibana (데이터 시각화)
Ganeti
젠 또는 KVM (하이퍼바이저)
리눅스 w/ LVM (대용량 장치 관리)
Distributed Replicated Block Device (스토리지 레플리케이션)
Ganeti (가상 머신 클러스터 관리 도구)
Ganeti Web Manager (웹 인터페이스)
GLASS
GemStone (데이터베이스 및 애플리케이션 서버)
리눅스 (운영 체제)
아파치 (웹 서버)
Smalltalk (프로그래밍 언어)
Seaside (웹 프레임워크)
JAMstack
자바스크립트 (프로그래밍 언어)
API
마크업 (콘텐츠)
LAMP
리눅스 (운영 체제)
아파치 (웹 서버)
MySQL 또는 MariaDB (데이터베이스)
펄, PHP, 또는 파이썬 (스크립트 언어)
LAPP
리눅스 (운영 체제)
아파치 (웹 서버)
PostgreSQL (데이터베이스 관리 시스템)
펄, PHP, 또는 파이썬 (스크립트 언어)
LEAP
리눅스 (운영 체제)
Eucalyptus (아마존 일래스틱 컴퓨트 클라우드의 오픈 소스 대안)
AppScale (구글 앱 엔진의 대안으로서 클라우드 컴퓨팅-프레임워크, 자유-오픈 소스)
파이썬 (프로그래밍 언어)
LEMP/LNMP
리눅스 (운영 체제)
Nginx (웹 서버)
MySQL 또는 MariaDB (데이터베이스 관리 시스템)
펄, PHP, 또는 파이썬 (스크립트 언어)
LLMP
리눅스 (운영 체제)
Lighttpd (웹 서버)
MySQL 또는 MariaDB (데이터베이스 관리 시스템)
펄, PHP, 또는 파이썬 (스크립트 언어)
LYME, LYCE
리눅스 (운영 체제)
Yaws (웹 서버. 얼랭으로 작성됨)
Mnesia 또는 카우치DB (데이터베이스. 얼랭으로 작성됨)
얼랭 (함수형 프로그래밍 언어)
MAMP
macOS (운영 체제)
아파치 (웹 서버)
MySQL 또는 MariaDB (데이터베이스)
PHP, 펄, 또는 파이썬 (프로그래밍 언어)
MARQS
아파치 메소스 (노드 시작/종료)
Akka (행위자 구현체)
Riak (데이터 스토어)
아파치 카프카 (메시지 전달)
아파치 스파크 (빅 데이터, 맵리듀스)
MEAN
몽고DB (데이터베이스)
Express.js (앱 컨트롤러 서버)
AngularJS (웹 앱 애플리케이션)
Node.js (웹 서버)
MERN
몽고DB (데이터베이스)
Express.js (앱 컨트롤러 서버)
리액트 (자바스크립트 라이브러리) (웹 앱 애플리케이션)
Node.js (웹 서버)
MEVN
몽고DB (데이터베이스)
Express.js (앱 컨트롤러 서버)
Vue.js (웹 앱 애플리케이션)
Node.js (웹 서버)
NMP
Nginx (웹 서버)
MySQL 또는 MariaDB (데이터베이스)
PHP (프로그래밍 언어)
OpenACS
리눅스 또는 윈도우 (운영 체제)
AOLserver (웹 서버)
OpenACS (웹 프레임워크)
PostgreSQL 또는 오라클 데이터베이스 (데이터베이스)
Tcl (스크립트 언어)
SMACK
아파치 스파크 (빅 데이터, 맵리듀스)
아파치 메소스 (노드 시작/종료)
Akka (행위자 구현체)
아파치 카산드라 (데이터베이스)
아파치 카프카 (메시지 전달)
LAMP (소프트웨어 번들)
윈도우 (운영 체제)
아파치 (웹 서버)
MySQL 또는 MariaDB (데이터베이스)
PHP, 펄, 또는 파이썬 (프로그래밍 언어)
WIMP
윈도우 (운영 체제)
인터넷 정보 서비스 (웹 서버)
MySQL 또는 MariaDB (데이터베이스)
PHP, 펄, 또는 파이썬 (프로그래밍 언어)
WINS
윈도우 서버 (운영 체제)
인터넷 정보 서비스 (웹 서버)
닷넷 프레임워크 (소프트웨어 프레임워크)
SQL Server (데이터베이스)
WISA
윈도우 서버 (운영 체제)
인터넷 정보 서비스 (웹 서버)
SQL 서버 (데이터베이스)
ASP.NET (웹 프레임워크)
XAMPP
크로스 플랫폼 (운영 체제)
아파치 (웹 서버)
MariaDB 또는 MySQL (데이터베이스)
PHP (프로그래밍 언어)
펄 (프로그래밍 언어)
XRX
XML 데이터베이스 (BaseX, eXist, MarkLogic Server 등의 데이터베이스)
XQuery (질의어)
REST (클라이언트 소프트웨어)
XForms (클라이언트)

## 같이 보기
- 저작물 관리 시스템
- 웹 프레임워크